# Valdemar Mikkelsen
Valdemar Mathias Mikkelsen (3. september 1916 - 7. januar 2000), var en dansk botaniker, der var professor i botanik ved Landbohøjskolen fra 1955 til 1983, og i denne periode var forfatter til mange lærebøger i botanik og økologi. Herudover virkede han som præsident for Danmarks Naturfredningsforening fra 1964 til 1984.